# سكوت بومونت
سكوت بومونت (بالإنجليزية: Scott Beaumont)‏ هو دراج بريطاني، ولد في 2 يونيو 1978.

## وصلات خارجية
- سكوت بومونت على موقع أرشيف الدراجات (الإنجليزية)
- سكوت بومونت على موقع CycleBase (الإنجليزية)